# 1928年逝世人物列表
1928年逝世人物列表：1月 - 2月 - 3月 - 4月 - 5月 - 6月 - 7月 - 8月 - 9月 - 10月 - 11月 - 12月
下面是1928年逝世的知名人士列表。

## 1月

### 1日
- 洛伊·富勒，美國舞蹈家[1]

### 3日
- 艾米莉·史蒂文斯，美國女演員[2]

### 6日
- 阿尔文·克伦茨莱因，美國運動員[3]

### 11日
- 托马斯·哈代，英國作家[4]

### 12日
- 露絲·斯奈德，美國殺人犯（被處決）[5]

### 16日
- 伯恩哈德三世，薩克森-邁寧根公爵

### 21日
- 尼古拉·阿斯特魯普，挪威畫家[6]
- 约翰·德·罗贝克，英國海軍上將

### 28日
- 比森特·布拉斯科·伊巴涅斯，西班牙小說家和編劇[7]

### 29日
- 第一代黑格伯爵道格拉斯·黑格，英國士兵[8]

### 30日
- 約翰尼斯·菲比格，丹麥科學家，諾貝爾生理學或醫學獎獲得者

## 2月

### 1日
- 休吉·詹寧斯，美國棒球運動員，美國職業棒球大聯盟名人堂成員

### 4日
- 洛伦兹，荷兰物理学家[9]

### 8日
- 西奧多·庫爾蒂烏斯，德國化學家[10]

### 12日
- 曼弗雷德·馮·克拉裡-奧爾德林根，奧匈帝國貴族、政治家和奧地利前總理

### 15日
- 赫伯特·亨利·阿斯奎斯，英國自由黨政治家

### 16日
- 老埃迪·福伊，美國沃德維利安人[11]

### 20日
- 安东尼·阿贝提，意大利天文學家

### 25日
- 托裡比奧·羅莫·岡薩雷斯，墨西哥羅馬天主教神父、烈士和聖人

### 26日
- 胡安·巴斯克斯·德梅拉，西班牙學者、政治家

### 27日
- 利希諾夫斯基親王卡爾·馬克斯，德國外交官，貴族

### 28日
- 阿尔曼多·迪亚兹，義大利將軍，義大利元帥

## 3月

### 7日
- 羅伯特·阿貝，美國外科醫生

### 10日
- 馬特奧·埃利亞斯·涅維斯·卡斯蒂略，墨西哥羅馬天主教神父和祝福

### 19日
- 諾拉·貝葉斯，美國歌手、女演員[12]
- 埃米尔·约翰·维舍特，德國物理學家和地球物理學家[13]

### 21日
- 愛德華·沃爾特·蒙德，英國天文學家[14]

### 25日
- 尼娜·邦，丹麥政治家[15]

### 31日
- 古斯塔夫·阿多尔，瑞士政治家

## 4月

### 2日
- 西奥多·威廉·理查兹，美國化學家，諾貝爾獎獲得者[16]

### 5日
- 羅伊·基爾納，英國板球運動員[17]

### 13日
- 贡萨洛·科尔多瓦，厄瓜多第21任總統

### 14日
- 爱德华·阿姆斯特朗，英國歷史學家

### 16日
- 帕维尔·阿克雪里罗得，俄國孟什維克

### 19日
- 多魯斯·裡克斯，荷蘭水手，500 多名男女老少的救世主

### 25日
- 弗洛德·貝內特，美國飛行員
- 彼得·尼古拉耶维奇·弗兰格尔，俄羅斯將軍，反布爾什維克領袖

### 27日
- 亞歷山德羅·圭多尼，義大利空軍將軍

## 5月

### 1日
- 埃比尼泽·霍华德，英國城市規劃師

### 8日
- 克拉拉·威廉姆斯，美國女演員

### 10日
- 伊萬·梅爾茨，南斯拉夫羅馬天主教徒

### 18日
- 莫里茨·馮·奧芬貝格，奧匈帝國將軍和政治家
- 比爾·海伍德，美國勞工領袖

### 19日
- 马克斯·舍勒，德國哲學家[18]

### 21日
- 野口英世，日本細菌學家

### 22日
- 弗朗西斯科·洛佩斯·梅里諾，阿根廷詩人

## 6月

### 2日
- 奧托·努登舍爾德，芬蘭和瑞典地質學家、地理學家和極地探險家（道路交通事故）

### 3日
- 亚历山大·汉密尔顿，美國牧師和祝福
- 黎元洪，中華民國第四任總統

### 4日
- 张作霖，當時的中華民國北洋政府國家元首，北洋军阀奉系首领

### 5日
- 列日·胡萊特，南非政治家、糖業大亨

### 12日
- 薩爾瓦多·迪亞斯·米隆，墨西哥詩人

### 13日
- 第一代林肯郡侯爵查理斯·溫-卡靈頓，英國政治家和殖民地總督

### 14日
- 艾米琳·潘克斯特，英國婦女選舉權活動家

### 17日
- 尤菲米婭·威爾遜·彼特布拉多，美國活動家、社會改革家和作家

### 18日
- 罗尔德·亚孟森，挪威极地探险家[19]

### 22日
- A.B.弗羅斯特，美國插畫家
- 喬治·西格曼，美國無聲電影演員（惡性貧血）

### 28日
- 利奧·迪翠希斯坦，奧地利出生的演員、劇作家

## 7月

### 1日
- 艾弗里·霍普伍德，美國劇作家[20]
- 法蘭基·耶魯，美國黑幫老大[21]

### 12日
- 埃米利奧·卡蘭薩，墨西哥飛行員（飛機失事）[22]

### 17日
- 阿尔瓦罗·奥夫雷贡，墨西哥軍官，墨西哥第39任總統（遇刺）[23]
- 乔瓦尼·乔利蒂，義大利政治家，義大利第13任總理[24]

### 21日
- 米哈伊爾·薩沃夫，保加利亞將軍
- 爱兰·黛丽，英國女演員

### 22日
- 威廉·福爾格，美國海軍上將

### 28日
- 愛德華-亨利·阿夫里爾，法國畫家和商業繪畫藝術家

### 30日
- 約翰·克裡斯托弗·卡特勒，猶他州第二任州長（自殺）

## 8月

### 8日
- 弗里德里希二世，巴登大公
- 斯捷潘·拉迪奇，克羅埃西亞政治家（遇刺）

### 12日
- 莱奥什·雅纳切克，捷克作曲家[25]

### 16日
- 卡洛·德爾普雷特，義大利飛行員

### 19日
- 理查德·霍爾丹，英國政治家、律師
- 斯蒂芬諾斯·斯庫盧迪斯，希臘第34任總理

### 27日
- 埃米爾·法約勒，法國將軍

### 30日
- 休·埃文-湯瑪斯，英國海軍上將
- 威廉·威恩，德國物理學家，諾貝爾獎獲得者[26]

## 9月

### 9日
- 厄本·蕭克，美國棒球運動員

### 13日
- 伊塔洛·斯韋沃，義大利作家、商人[27]

### 27日
- 威廉·安德森，加拿大前男子自行車運動員。

### 29日
- 約翰·德沃伊，愛爾蘭叛軍領袖，流亡

### 日期不詳
- 伊萬·卡爾瑟，羅馬尼亞將軍和政治家

## 10月

### 1日
- 塞西莉亞·尤塞皮，義大利宗教領袖和祝福

### 8日
- 拉裡·西蒙，美國電影演員

### 13日
- 瑪麗亞·費奧多羅夫娜，沙皇亞歷山大三世和俄羅斯皇后的妻子

### 22日
- 安德魯·費希爾，澳大利亞第五任總理

### 30日
- 罗伯特·蓝辛，美國國務卿

## 11月

### 6日
- 阿諾·羅斯汀，猶太裔美國商人，黑幫[28]

### 10日
- 亚历山大·费奥多罗维奇·特列波夫，俄羅斯帝國前總理

### 13日
- 恩里科·切切蒂，義大利芭蕾舞演員
- 奧斯卡·維克托羅維奇·斯塔爾克，俄羅斯海軍上將、探險家

### 17日
- 拉拉·拉傑派特·拉伊，印度獨立運動領袖

### 18日
- 毛里茨·斯蒂勒，芬蘭編劇、導演

### 21日
- 亨利二十七世，德國王子

### 24日
- 阿爾方斯·雅克·德·迪克斯穆德，比利時將軍

### 26日
- 萊因哈德·謝爾，德國海軍上將

### 27日
- 弗蘭克·赫奇斯·巴特勒，英國葡萄酒商人，英國航空俱樂部的創始成員

## 12月

### 1日
- 淺井虎夫，日本歷史學者。
- 亞瑟·戈爾，英國網球運動員
- 何塞·尤斯塔西奧·里維拉，哥倫比亞作家[29]

### 2日
- 第二代丁尼生男爵哈勒姆·丁尼生，第二任澳大利亞總督

### 10日
- 查爾斯·雷尼·麥金托什，英國建築師[30]

### 11日
- 路易斯·霍華德·拉蒂默，美國發明家

### 12日
- 安提阿宗主教格裡高利四世

### 14日
- 西奧多·羅伯茨，美國演員
- 皮埃爾·魯菲，法國將軍

### 16日
- 埃莉诺·怀利，美國詩人和小說家

### 17日
- 埃格蘭蒂娜·傑布，英國人權活動家，救助兒童會聯合創始人[31]

### 19日
- 伊塔洛·斯韋沃，義大利作家[32]

### 21日
- 路易吉·卡多尔纳，義大利將軍

### 25日
- 弗雷德·湯姆森，美國演員